# Ladislav Miko
Ladislav Miko (* 9. dubna 1961 Košice) je přírodovědec a odborník v oblasti ochrany životního prostředí, od května do listopadu 2009 ministr životního prostředí České republiky ve Fischerově vládě, v letech 2017 až 2021 místopředseda a od roku 2021 1. místopředseda strany LES.
Zařadil se mezi nejvýše postavené Čechy v administrativě Evropské unie, když od roku 2005 působil v Generálním ředitelství pro životní prostředí Evropské komise jako ředitel odboru pro ochranu přírodních zdrojů a biodiverzity a v letech 2011 až 2017 působil jako zástupce generálního ředitele Generálního ředitelství pro zdraví a ochranu spotřebitele. V roce 2018 byl jmenován vedoucím Zastoupení Evropské komise na Slovensku.

## Osobní život
Vystudoval obory obecná biologie a systematická biologie a ekologie na Univerzitě Karlově v Praze. Před rokem 1989 působil deset let v Zoologickém ústavu Slovenské akademie věd.
V 90. letech 20. století pracoval devět let v České inspekci životního prostředí v pozici zástupce ředitele. V letech 2002 až 2005]byl náměstkem ministra životního prostředí pro oblast ochrany přírody, kde se výrazně podílel na vytvoření ochranných oblastí v rámci evropského programu Natura 2000 a na nové koncepci Národního parku Šumava. Od roku 2005 vede odbor ochrany přírodních zdrojů Generálního ředitelství pro životní prostředí Evropské komise. V roce 2009 získal titul docenta na Fakultě životního prostředí České zemědělské univerzity v Praze.
V dubnu 2009 byl navržen Stranou zelených jako kandidát na ministra životního prostředí do úřednické vlády Jana Fischera. K jeho nominaci se odmítavě postavil předseda ČSSD Jiří Paroubek, který o Mikovi údajně „dostal zprávy“, že zrovna nemá porozumění pro potřeby výstavby liniových i jiných staveb. Mikovy aktivity v období, kdy pracoval na Ministerstvu životního prostředí, směřovaly například k přehodnocení trasy severozápadní části vnějšího silničního okruhu okolo Prahy – tzv. Pražského okruhu. 8. května 2009 jej prezident Václav Klaus jmenoval ministrem v úřednickém kabinetu premiéra Jana Fischera. V době jeho práce ve funkci ministra byla zpracována a vydána Zpráva o stavu české přírody a krajiny a byl dokončen obsáhlý Atlas krajiny ČR jako první souborné kartografické dílo po vzniku samostatné České republiky. Byla doplněna a dobudována soustava chráněných území Evropského významu Natura 2000. Miko se rovněž podílel na přípravě a organizaci vůbec první evropské konference o přírodních a přírodně blízkých oblastech, kde se řešil návrh konceptu ochrany evropské divočiny (tzv. „Poselství“ z Prahy). Konferenci úvodním slovem podpořil první prezident České republiky Václav Havel. Své zkušenosti z Bruselu využil ve funkci ministra k dořešení a uzavření řady řízení, která Komise vedla s Českou republikou pro neplnění či nesprávnou implementaci evropské legislativy (tzv. infringementů).
V prosinci 2009 se vrátil do funkce ředitele odboru ochrany přírodních zdrojů Generálního ředitelství pro životní prostředí EK, kde dostal pro výkon funkce ministra půlroční dovolenou. V říjnu 2009 Strana zelených oznámila, že po Mikově odchodu bude navrhovat na místo ministra životního prostředí současného náměstka Jana Dusíka.
V září 2009 se stal jedním ze zvažovaných kandidátů na místo eurokomisaře pro oblast životního prostředí, na začátku listopadu se objevil mezi favority na tuto pozici. Nakonec byl do této funkce zvolen kolega z vlády Štefan Füle.
Od ledna 2011 do konce roku 2017 působil jako zástupce generálního ředitele na Generálním ředitelství pro zdraví a ochranu spotřebitele, se zodpovědností za oblast potravinového řetězce, hygieny a bezpečnosti potravin. Do jeho portfolia patřila např. oblast genetických modifikací, pesticidů, označování potravin, potravinářské inspekce, veterinární a fytosanitární služby apod. Od začátku roku 2018 byl jmenován vedoucím Zastoupení Evropské komise na Slovensku.
Kromě vysoké funkce v Evropské komisi působí jako hostující profesor na antverpské univerzitě, kde přednáší předmět obnovy ekosystémů, a jako docent na České zemědělské Univerzitě v Praze, obor Metody studia ekosystémů, a na Přírodovědecké fakultě Univerzity Karlovy obor Životní prostředí a společnost. Stal se také členem dozorčí rady Univerzity Karlovy a správní rady Nadace Partnerství, největší české environmentální nadace. Ve vědecké oblasti publikuje v oboru půdní ekologie a půdní zoologie (jako expert na půdní roztoče pancířníky) a je také prezidentem mezinárodního filmového festivalu Ekofilm.
Na sněmu Liberálně ekologické strany v červnu 2017 byl zvolen jejím místopředsedou. Dne 24. června 2021 se stal 1. místopředsedou LES, ve funkci nahradil Olgu Sommerovou.
V dubnu 2023 se stal poradcem prezidenta Petra Pavla pro oblast životního prostředí.
Ladislav Miko je ženatý a má dvě děti. V České republice žije v obci Sulice u Prahy (místní části Hlubočinka).

## Dílo
1. Zákon o ochraně přírody a krajiny : komentář. Praha : C. H. Beck, 2005 a 2007
2. Národní parky a chráněné krajinné oblasti v České republice. Praha : Ministerstvo životního prostředí, 2003 a 2010
3. Příroda a krajina České republiky : zpráva o stavu 2009. Praha : Agentura ochrany přírody a krajiny, 2009